# Muränen-Dornauge
Das Muränen-Dornauge (Pangio muraeniformis) ist ein kleiner, langgestreckter, nachtaktiver Süßwasserfisch aus der Familie der Steinbeißer.

## Merkmale
Das Muränen-Dornauge wird etwa acht Zentimeter lang. Sein Körper ist gelb-bräunlich mit unregelmäßigen Flecken – im Gegensatz zu Bändern bei verwandten Arten. Das Muränen-Dornauge ernährt sich von bodenlebenden Wirbellosen und Detritus.
Die Unterscheidung zwischen den Geschlechtern ist bei ausgewachsenen Weibchen unter anderem anhand des zweiten Strahls der Brustflossen möglich, der deutlich dicker als der dritte Strahl ist.

## Verbreitung
Es ist in schlammigen, langsam fließenden Gewässern und in Tümpeln im Süden der Malaiischen Halbinsel und dort besonders rund um Singapur beheimatet.